# Gracia Querejeta
Pour les articles homonymes, voir Querejeta.
Gracia Querejeta, née le 13 août 1962 à Madrid, est une réalisatrice espagnole.

## Biographie
Gracia Querejeta est la fille du producteur Elías Querejeta.
Elle commença en tant qu'actrice à l'âge de 13 ans (Las palabras de Max de Emilio Martínez Lázaro).
Elle étudia l'histoire antique à l'Université Complutense de Madrid.
Puis, elle devint réalisatrice en 1988 avec 7 Huellas, une série. Arrive ensuite Tres en la marca qui fut d'ailleurs présenté au festival de court métrage de Bilbao. En 1990, elle réalise El viaje del agua qui gagna un Goya du meilleur documentaire.

## Filmographie
- 1992 : Una estación de paso (1992)
- 1994 : El trabajo de rodar (Documentaire)
- 1994 : Le Dernier Voyage de Robert Rylands (El último viaje de Robert Rylands)
- 1997 : Di Stefano
- 1998 : Primarias
- 1999 : Quand tu me reviendras (Cuando vuelvas a mi lado)
- 2004 : Héctor
- 2006 : Siete mesas de billar francés (Sept Tables de billard français), prix du meilleur scénario au 55e festival de cinéma de Saint-Sébastien (2007).
- 2013 : 15 Years and One Day (15 años y un día)

## Polémiques avec Javier Marías
Son film El último viaje de Robert Rylands est tiré du roman Todas las almas de Javier Marías. Cet écrivain lança une polémique dans le journal espagnol El País contre Elías y Gracia Querejeta. Il les accusait de défigurer son livre. Il exigea l'arrêt des projections du film, et la suppression des mentions du roman. Quelques mois plus tard, le tribunal entendit les propos de cet écrivain et lui accorda ses exigences !